# Dieter Hoffmann (Verbandsfunktionär)
Dieter Horst Hoffmann (* 3. April 1939 in Hersbruck) ist Präsident und Ehrenpräsident des DLRG-Landesverbandes Bayern, Vorsitzender des Stiftungsrates der DLRG-Stiftung Bayern und Gründungsmitglied des DLRG-Kuratoriums Bayern. Vor seiner Zurruhesetzung war er hauptberuflich Sparkassendirektor.

## Leben
Dieter Hoffmann absolvierte seine Lehrzeit bei der Sparkasse Hersbruck, legte die Prüfung für den gehobenen Sparkassendienst (1964: Diplom-Verwaltungswirt (FH)) und die Höhere Fachprüfung (1966) mit dem Diplom Sparkassen-Betriebswirt FH ab. Als Außenprüfer für den Sparkassenverband Bayern schloss er 1968 das Verbandsprüferexamen ab. Vom 1. Februar 1977 bis zu seiner Pensionierung am 30. April 2002 war er Vorstandsmitglied und Direktor der Stadtsparkasse und seit dem 1. Juli 2000 der Sparkasse Bamberg mit Zuständigkeit für das Kreditgeschäft.
Als Vizepräsident des DLRG-Landesverbandes Bayern von 1999 bis 2002 wurde er 2002 zum Präsidenten des Landesverbandes berufen. 2009 wurde er zum Ehrenpräsidenten gewählt. Dieter Hoffmann ist seit 1993 Vorstandsmitglied des Diakonischen Werkes Bamberg-Forchheim und seit 2002 Verwaltungsratsmitglied dieser Institution.
Hoffmann war 2000 Gründungsmitglied des DLRG-Kuratoriums Bayern und war bis 2021 Stiftungsratsvorsitzender der DLRG-Stiftung Bayern.
Dieter Hoffmann lebt mit seiner Frau Ylva in Bamberg.

## Auszeichnungen
- 1994  Ehrennadel in Gold des DLRG-Landesverbandes Bayern
- 2002  Paul-Harris-Fellow-Orden von Rotary International
- 2003  Bundesverdienstkreuz am Bande
- 2007  Blaues Kreuz in Silber der Österreichischen Wasserrettung
- 2009  Ehrenzeichen „pro meritis“ des DLRG-Landesverbandes Bayern
- 2009  Verdienstzeichen der DLRG in Gold mit Brillant
- 2012  Verdienstkreuz 1. Klasse des Verdienstordens der Bundesrepublik Deutschland[4]

## Veröffentlichungen
In den Jahren 2002 bis 2009 wurden Artikel von ihm zu DLRG-fachspezifischen und allgemeinen Themen in rund 80 monatlichen Ausgaben der DLRG-Zeitschrift „Bayern aktuell“ veröffentlicht.
Aufsätze zu ordenskundlichen Themen u. a. in der Zeitschrift „Orden und Ehrenzeichen“ der Deutschen Gesellschaft für Ordenskunde e.V., z. B. über die Bundesverdienstorden (Heft 29/2004), über den Bayerischen Verdienstorden (Heft 44/2006), über die Ehrennadel des DLRG-Landesverbandes Bayern (Heft 35/2005).